# 東方晶灰蝶
東方晶灰蝶（學名：Freyeria putli），又名普福來灰蝶、臺灣姬小灰蝶、三玄點小灰蝶、晶灰蝶、台灣姬小灰蝶。

## 描述
本種為小型灰蝶，具雌雄二型性。體背暗褐，腹面白。雄蝶頭褐色，有白色中線，複眼光滑，觸角黑褐帶白環，下唇鬚白色末端黑褐，第三節細小。胸腹背面黑褐，腹面白。足白色帶褐紋，前足跗節癒合、末端尖銳；雌蝶前足跗節不癒合。
前翅長6-9 mm，呈三角形、外緣略彎，後翅圓形。翅背面為暗褐色，後翅外緣具四枚模糊黑斑。翅腹面為淺黃褐或褐色，具一列鑲白邊的黑褐色斑點，前緣斑點黑色，後翅基部有數枚深色點與黑斑。前翅亞外緣為兩道白邊斑點，後翅則為內側白邊斑點與外側四枚帶橙色弦月紋的黑點。緣毛為褐色。

## 分佈
分布於印度、中南半島、東南亞、新幾內亞、澳洲北部、華南至臺灣。  
臺灣主要見於中南部低地與坡地，綠島及琉球嶼也有紀錄。

## 棲地
棲息於有幼蟲寄主植物的開闊環境，一年繁殖多代，成蝶飛行活潑。幼蟲主要以豆科的穗花木藍、毛木藍、排錢樹，以及天芹菜科的伏毛天芹菜等植物的花與花苞為食。